# 石家荘駅

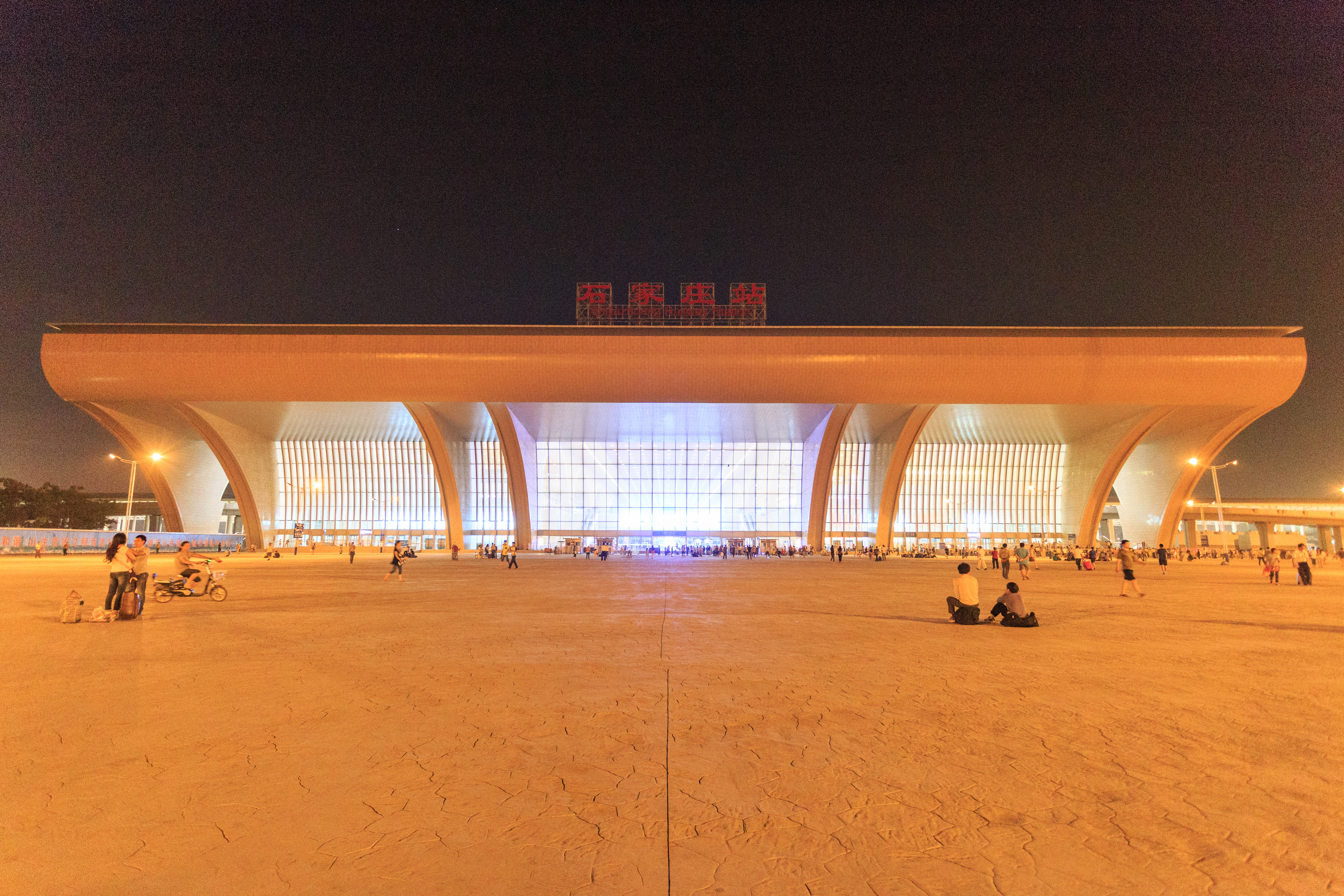
石家荘駅前広場

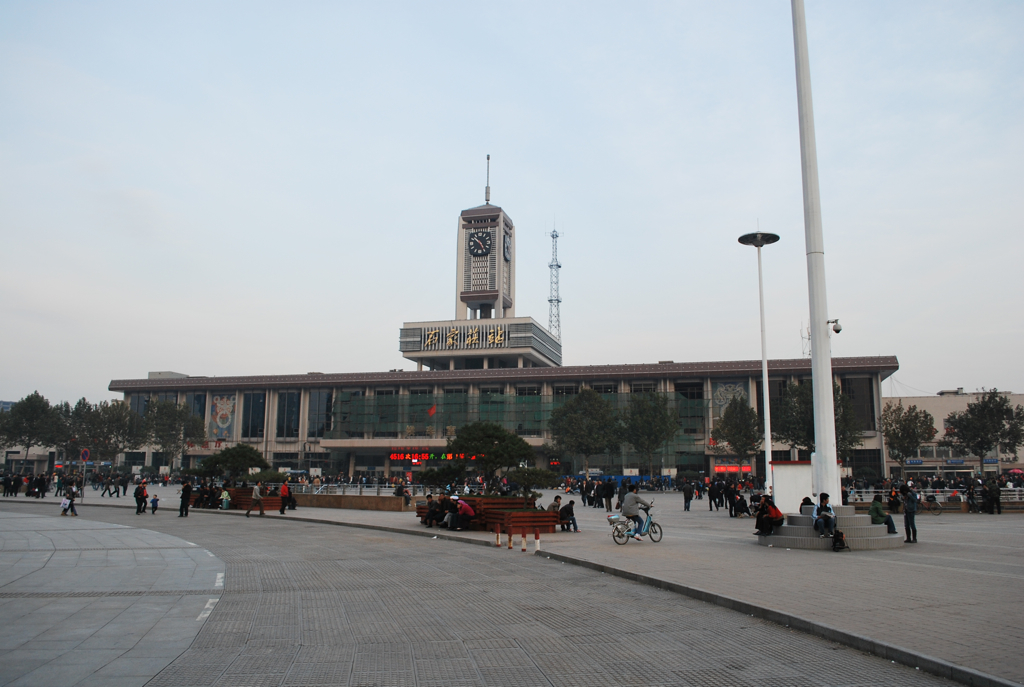
石家荘駅旧駅舎（石家荘鉄道博物館）

石家荘駅（せっかそうえき、中国語簡体字：石家庄火车站/正体字：石家莊火車站）は中華人民共和国河北省石家荘市橋西区にある中国国鉄北京鉄路局が管轄する駅である。

## 駅構造
単式ホーム2面、島式ホーム11面を持つ地上駅である。

## 所属路線
- 中国国鉄
  - 京広線：北京駅起点より283km（北京西駅から277km）、広州駅終点まで3017km
  - 石徳線：本駅起点、徳州駅終点まで181.9km
  - 石太線：本駅起点、太原駅終点まで243km
- 石家荘地下鉄
  - 2号線
  - 3号線

## 利用状況
本駅は京広線、石徳線、石太線の旅客、貨物を扱う特等駅である。2009年4月現在、186本の旅客列車が発着し、33本の始発列車がある。一日に3万輌の車輌を扱い、旅客発送量は3.5万人、貨物発送量は1.28万トンである。なお、石太線に平行する石太旅客専用線は6km離れた石家荘北駅が起点となる。

## 駅周辺
- 柏林大厦
- 北京華聯商厦
- 匯文大酒店
- 銀泉酒家
- 交通大厦

## 歴史
- 1902年 - 京漢線（後の京広線）開通に伴い「振頭駅」として開業した[2]。
- 1907年 - 正太線（後の石太線）開業に伴い京漢線石家荘駅に改名した[3]。
- 1939年10月 - 正太線を狭軌(軌間1000mm)から標準軌に改軌して石太線と改名した[4]。京漢線の駅と石太線の駅を一つにした[3]。
- 1941年2月 - 石徳線が開業した[5]。それに伴い駅を拡張した[3]。
- 1957年10月 - 武漢長江大橋開通に伴い京漢線が京広線となった。
- 1979年 - 大規模な操車場を設けた[3]。
- 1987年 - 新駅舎が完成した[3]。
- 2017年6月26日 - 石家荘地下鉄3号線が開業。

## 隣の駅
中国国鉄
京広線
柳辛荘駅 - 石家荘駅 - 石家荘南駅
石徳線
石家荘駅 - 土賢庄駅
石太線
石家荘駅 - 石家荘北駅
京広高速鉄道
正定空港駅 - 石家荘駅 - 高邑西駅
石済旅客専用線
石家荘駅 - 石家荘東駅
石家荘地下鉄
3号線
西三教駅 - 石家荘駅